# 島根県道195号宍道停車場線
島根県道195号宍道停車場線（しまねけんどう195ごう しんじていしゃじょうせん）は、島根県松江市を通る一般県道である。

## 概要
JR西日本山陰本線・木次線 宍道駅から国道9号交点に至る。

### 路線データ
- 起点：松江市宍道町宍道（JR西日本山陰本線・木次線 宍道駅前）
- 終点：松江市宍道町昭和（宍道駅入口交差点、国道9号交点）

## 歴史
- 1958年（昭和33年）6月13日 - 島根県告示第525号により認定される。
- 1972年（昭和47年）頃 - 現行の県道番号に変更される。
- 2005年（平成17年）3月31日 - 八束郡宍道町が松江市の一部になったことにより全区間が松江市域を通る路線になり、併せて起終点の地名が変更される。

## 地理

### 通過する自治体
- 島根県
  - 松江市

### 交差する道路
| 交差する道路          | 交差する場所 | 交差する場所            |
| --------------------- | ------------ | ----------------------- |
| 国道9号 国道54号 重複 | 宍道町昭和   | 宍道駅入口交差点 - 終点 |

### 沿線
- JR西日本山陰本線・木次線 宍道駅
- 松江市役所 宍道支所